# Wahlbezirk Steiermark 3
Der Wahlbezirk Steiermark 3 war ein Wahlkreis für die Wahlen zum Abgeordnetenhaus im österreichischen Kronland Steiermark. Der Wahlbezirk wurde 1907 mit der Einführung der Reichsratswahlordnung geschaffen und bestand bis zum Zusammenbruch der Habsburgermonarchie.

## Geschichte
Nachdem der Reichsrat im Herbst 1906 das allgemeine, gleiche, geheime und direkte Männerwahlrecht beschlossen hatte, wurde mit 26. Jänner 1907 die große Wahlrechtsreform durch Sanktionierung von Kaiser Franz Joseph I. gültig. Mit der neuen Reichsratswahlordnung schuf man insgesamt 416 Wahlbezirke, wobei mit Ausnahme Galiziens in jedem Wahlbezirk ein Abgeordneter im Zuge der Reichsratswahl gewählt wurde. Der Abgeordnete musste sich dabei im ersten Wahlgang oder in einer Stichwahl mit absoluter Mehrheit durchsetzen. Der Wahlkreis Steiermark 3 umfasste den V. und VI. Bezirk der Stadt Graz (Gries und Jakomini).
Aus der Reichsratswahl 1907 ging der Sozialdemokrat Josef Pongratz als Sieger hervor. Er setzte sich mit 55,0 % bereits im ersten Wahlgang durch. Hinter ihm folgte Josef Hackl (Deutsche Volkspartei) mit 24,6 % und Konrad Hopfwieser (Christlichsoziale Partei) mit 19,2 %. Bei der Reichsratswahl 1911 konnte Pongratz sein Mandat mit 55,9 % erfolgreich verteidigen. Hinter ihm folgte der deutsch-freiheitliche Kandidat Hans Habisch mit 23,5 % und der christlich-soziale Politiker Karl Plechinger.

## Wahlergebnisse

### Reichsratswahl 1907
Die Reichsratswahl 1907 wurde am 14. Mai 1907 (erster Wahlgang) durchgeführt. Die Stichwahl entfiel auf Grund der absoluten Mehrheit für Pongratz im ersten Wahlgang.
| Kandidat                                                                      | Partei                             | Wahlkreisstimmen | Prozent |
| ----------------------------------------------------------------------------- | ---------------------------------- | ---------------- | ------- |
| Josef Pongratz                                                                | Sozialdemokratische Arbeiterpartei | 4928             | 55,0 %  |
| Josef Hackl                                                                   | Deutsche Volkspartei               | 2205             | 24,6 %  |
| Konrad Hopfwieser                                                             | Christlichsoziale Partei           | 1718             | 19,2 %  |
|                                                                               | Sonstige Parteien                  | 96               | 1,1 %   |
| Wahlberechtigte: 13.687, Ungültige/Leere Stimmen: 36, Wahlbeteiligung: 65,6 % |                                    |                  |         |

### Reichsratswahl 1911
Die Reichsratswahl 1911 wurde am 13. Juni 1911 (erster Wahlgang) durchgeführt. Die Stichwahl entfiel auf Grund der absoluten Mehrheit für Pongratz im ersten Wahlgang.
| Kandidat                                                                      | Partei                             | Wahlkreisstimmen | Prozent |
| ----------------------------------------------------------------------------- | ---------------------------------- | ---------------- | ------- |
| Josef Pongratz                                                                | Sozialdemokratische Arbeiterpartei | 4576             | 55,9 %  |
| Hans Habisch                                                                  | deutsch-freiheitlicher Kandidat    | 1924             | 23,5 %  |
| Karl Plechinger                                                               | Christlichsoziale Partei           | 983              | 12,0 %  |
| Franz Oberegger                                                               | Deutsche Arbeiterpartei            | 492              | 6,0 %   |
| Friedrich Wanek                                                               | Alldeutsche Vereinigung            | 110              | 1,3 %   |
| Hans Resel                                                                    | Sozialdemokratische Arbeiterpartei | 34               | 0,4 %   |
|                                                                               | Sonstige Parteien                  | 64               | 0,8 %   |
| Wahlberechtigte: 14.740, Ungültige/Leere Stimmen: 38, Wahlbeteiligung: 55,8 % |                                    |                  |         |